# Walckenaeria kazakhstanica
Walckenaeria kazakhstanica este o specie de păianjeni din genul Walckenaeria, familia Linyphiidae, descrisă de Eskov, 1995. Conform Catalogue of Life specia Walckenaeria kazakhstanica nu are subspecii cunoscute.